# El tigre de Santa Julia (película de 1973)
El tigre de Santa Julia es una película mexicana que fue dirigida por Arturo Martínez. Fue filmada en 1973 y estrenada el 24 de enero de 1974. Fue protagonizada por Juan Gallardo, Norma Lazareno, Noé Murayama y Carlos López Moctezuma. El film está basado en la vida del bandolero José de Jesús Negrete Medina, aunque su nombre fue cambiado por Miguel Negrete y su historia se idealiza como un ladrón justiciero durante la época de la Revolución mexicana.

## Sinopsis
Miguel Negrete (Juan Gallardo) tiene una vida infancia difícil pues sus padres mueren asesinados y su hermano Juan (Germán Robles) es encarcelado por la máxima autoridad del pueblo, Heraclio Rodríguez (Noé Murayama). Una vez que es adulto Miguel ingresa junto con su amigo Serapio al ejército. En el pueblo su hermana Concha (Rebeca Silva) se convierte en la sirvienta del cacique Heraclio, mientras que su hermano Juan es asesinado en la cárcel.
Miguel y sus amigos desertan del ejército y forman una banda de asaltantes que opera en el barrio de Santa Julia. Es apodado “el Tigre” y se convierte en un asaltante justiciero, semejante a Chucho “el Roto”, pues se dedica a robar a la gente de la alta sociedad durante el transcurso de la Revolución mexicana para beneficiar a los pobres.  Sus hazañas son narradas por un periodista quien al tergiversar los hechos lo convierte en un héroe legendario. Miguel consigue vengarse de Heraclio, se casa con su hija Margarita (Norma Lazareno y después lo asesina. Después de haber esquivado a la justicia por diez años, es traicionado por Juanita (Amalia Macías) quien estaba enamorada de él. Es sorprendido y muerto cuando se encontraba defecando.

## Datos técnicos
Fue una producción de Producciones Fílmicas Agrasánchez y Estudios América, siendo el productor Rogelio Agrasánchez. Fue dirigida por Arturo Martínez, quien también escribió el guion cinematográfico| con la colaboración de Rogelio Agrasánchez y Crox Alvarado. La fotografía estuvo a cargo de Javier Cruz Ruvalcaba y el sonido a cargo de Víctor Rojo y Heinrich Henkel. Fue musicalizada por Ernesto Cortázar II. Tras la edición que llevó a cabo Ángel Camacho, el largometraje tuvo una duración de 105 minutos.

## Reparto
El reparto de la película estuvo conformado por:
| - Juan Gallardo: Miguel Negrete - Norma Lazareno: Margarita Rodríguez - Noé Murayama: Heraclio Rodríguez - Carlos López Moctezuma: Sergio Martínez - Amalia Macías: Juanita - Crox Alvarado: Cruz - Víctor Manuel Mendoza: El Diablo - Jesús Gómez: Capitán - Mario Cid: Sargento - Inés Murillo: Señora Negrete | - Germán Robles: Juan Negrete - Rebeca Silva: Concha Negrete - José Chávez Trowe: Valentín Negrete - Arturo Benavides: Apolonio Díaz - David Castañeda: Bernabé - Alfredo Gutiérrez "Turco": Pedro Méndez - Regino Herrera: Aragón - Fernando Yapur: Detective - Luis Guevara: Juez |